# NGC 2683
NGC 2683 este o galaxie spirală situată în constelația Linxul. A fost descoperită în 5 februarie 1788 de către William Herschel. Se află la o distanță de 25.000.000 al de Pământ.